# Middelbuurt
Middelbuurt (ook Molenbuurt) was een woonterp op het zuidelijke deel Ens van het voormalige eiland Schokland in de Zuiderzee.
Alleen de Enserkerk uit 1834 en een ijsloperschuur is behouden gebleven, beide tegenwoordig rijksmonument. In de jaren tachtig zijn huizen geplaatst in Zuiderzeestijl waarin zich het Museum Schokland bevindt. De terp zelf is tegenwoordig een archeologisch rijksmonument.